# Olsztyn (općina)
Olsztyn je ruralna poljska općina (poljski: gmina) u kotaru Częstochowa (Šlesko vojvodstvo). Sjedište općine se nalazi u selu Olsztyn.
Općina pokriva površinu od 109 km². Godine 2017. općina imala je 7.814 stanovnika.

## Zemljopis
Općina se nalazi na uzvisini zvanom Jura. Ovdje su brojni brežuljci i vapnenačke stijene.
U selu Olsztyn nalaze se ruševine srednjovjekovnog dvorca.

## Galerja
- Ruševine dvorca
- Glavni trg u selu Olsztyn
- Brdo Biakło
- Drvenu crkvu u selu Zrębice